# Wawrzyniec Pak Chwi-deuk
Wawrzyniec Pak Chwi-deuk (kor.  박취득 라우렌시오; ur. ok. 1766 w Myeoncheon w ówczesnej prowincji Chungcheong w Korei; zm. 3 kwietnia 1799 w Hongju, prowincja Chungcheong) – koreański męczennik, błogosławiony Kościoła katolickiego.

## Życiorys
Wawrzyniec Pak Chwi-deuk urodził się w Myeoncheon w ówczesnej koreańskiej prowincji Chungcheong. W rodzinnym mieście zetknął się z chrześcijaństwem. Podczas pobytu w Seulu studiował katechizm z Sabą Ji Hwang i sam został katolikiem.
W 1791 roku, podczas prześladowań, uwięziono wielu katolików w rodzinnym mieście Wawrzyńca Pak Chwi-deuk. Wawrzyniec Pak Chwi-deuk odwiedzał w więzieniu współwyznawców i starał się umocnić ich w wierze. Sam został aresztowany po tym, gdy jednemu z urzędników zwrócił uwagę na niesprawiedliwe przetrzymywanie w więzieniu niewinnych ludzi. Po upływie mniej niż miesiąca został uwolniony.
Kolejne prześladowania chrześcijan miały miejsce w Korei w 1797 roku. Wtedy też wydano rozkaz ponownego uwięzienia Wawrzyńca Pak Chwi-deuk. Na wieść o tym uciekł on z rodzinnego miasta, później jednak sam oddał się w ręce władz, gdy dowiedział się, że na jego miejsce uwięziono jego ojca. Pomimo tortur Wawrzyniec Pak Chwi-deuk nie wyrzekł się swojej wiary. Po wielu miesiącach spędzonych w więzieniu poniósł śmierć męczeńską w Hongju 3 kwietnia 1799 roku.
Wawrzyniec Pak Chwi-deuk został beatyfikowany przez papieża Franciszka 16 sierpnia 2014 roku w grupie 124 męczenników koreańskich.
Wspominany jest 31 maja z grupą 124 męczenników koreańskich.